# 聖ヨハネの日

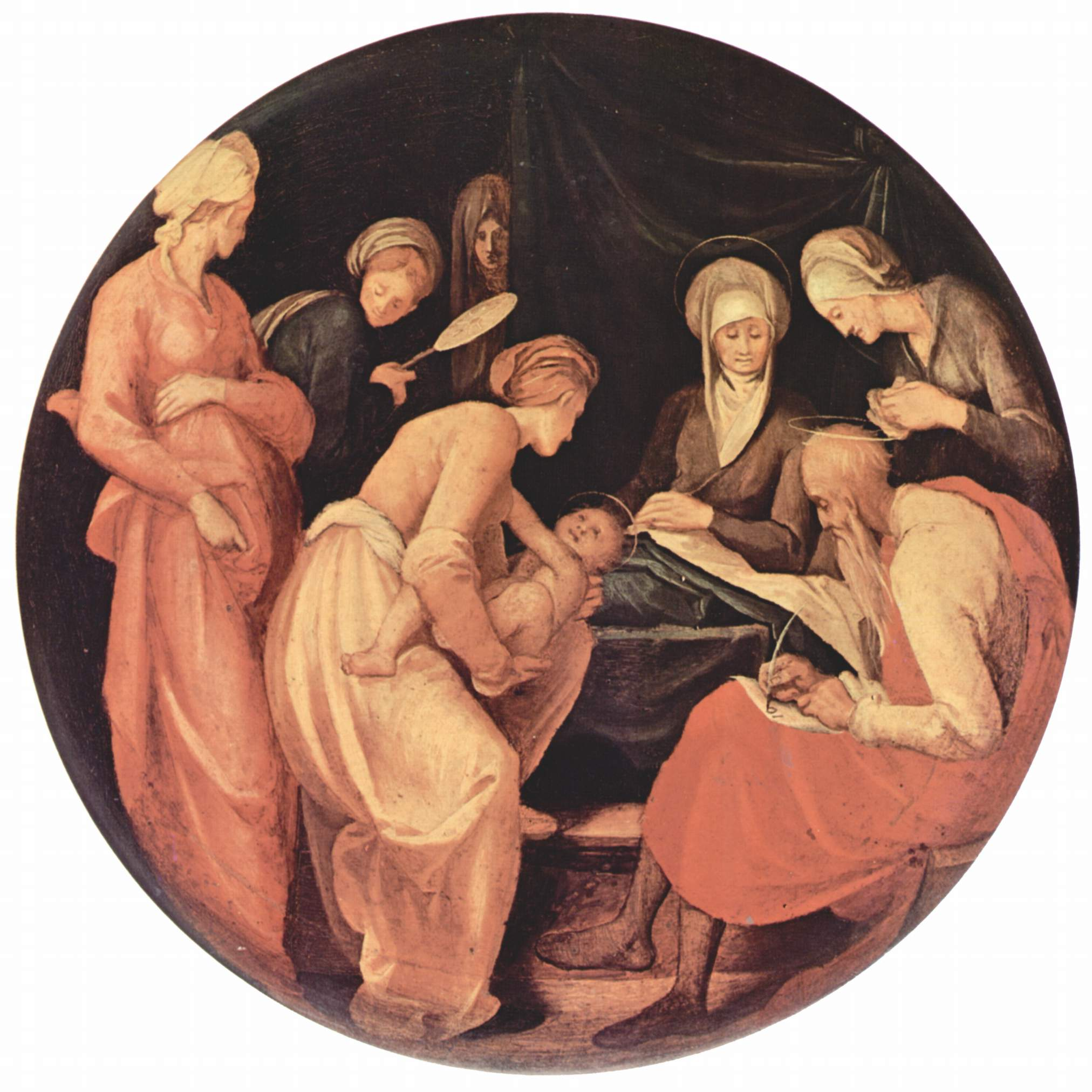
ヤコポ・ダ・ポントルモ『洗礼者聖ヨハネの誕生』ウフィツィ美術館 (フィレンツェ)

聖ヨハネの日（せいヨハネのひ）は、キリスト教の聖名祝日。

## 概要
洗礼者ヨハネ（バプテスマのヨハネ）の誕生日とされる6月24日で、正教会、カトリック、聖公会、ルーテル教会それぞれの祭日となっている。
イエス・キリストの半年前に生まれたとされるため、クリスマスの半年前の6月24日に誕生日が定められた。
キリスト教で、誕生日が聖名祝日となっているのは、イエス・キリスト、聖母マリア、そしてこの洗礼者ヨハネの3名だけである。イエスに先駆けた洗礼者ヨハネは、聖人の中でも特別な存在である。ヨルダン川で人々に洗礼を施し、イエスにも洗礼を施したため、正教会では「前駆授洗者」（前駆授洗イオアン）と呼ばれる。
大天使ガブリエルから、母エリサベツが受胎告知をされたように、聖霊によって生まれ、無原罪であったことがおもな理由とされる。

## 夏至祭との関連

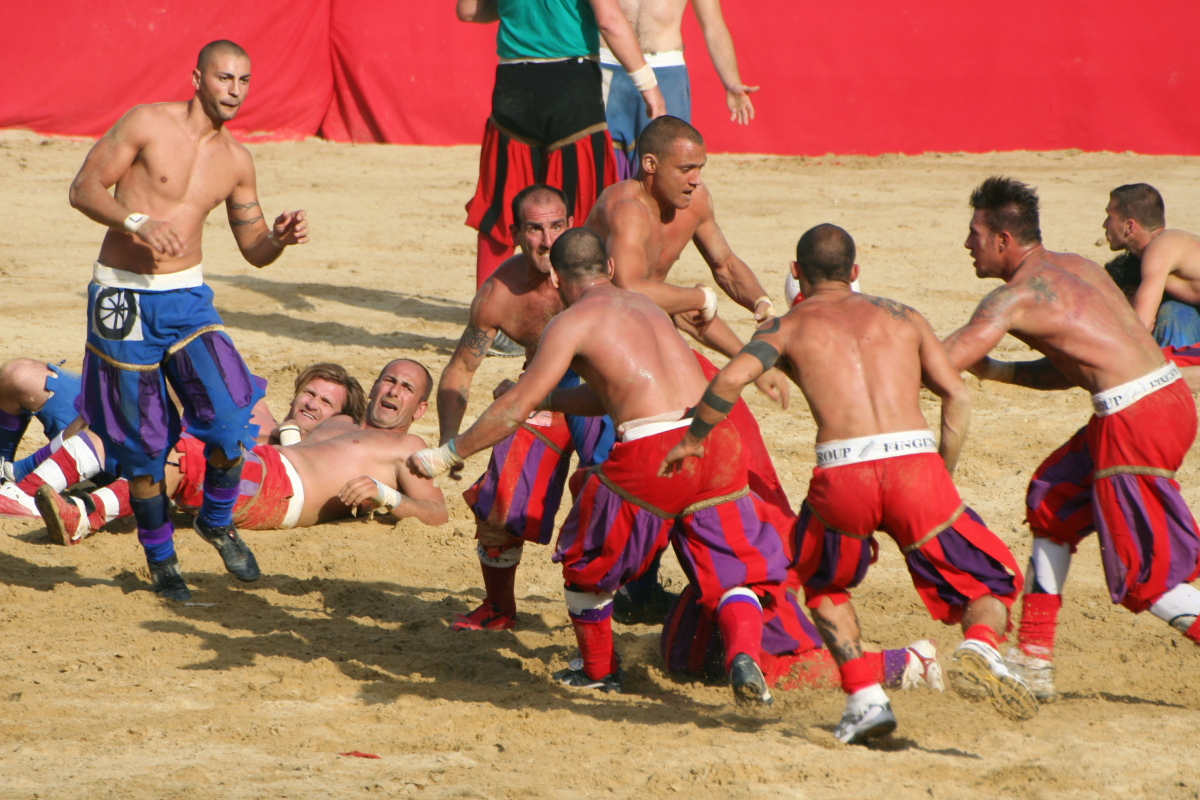
フィレンツェのフットボール

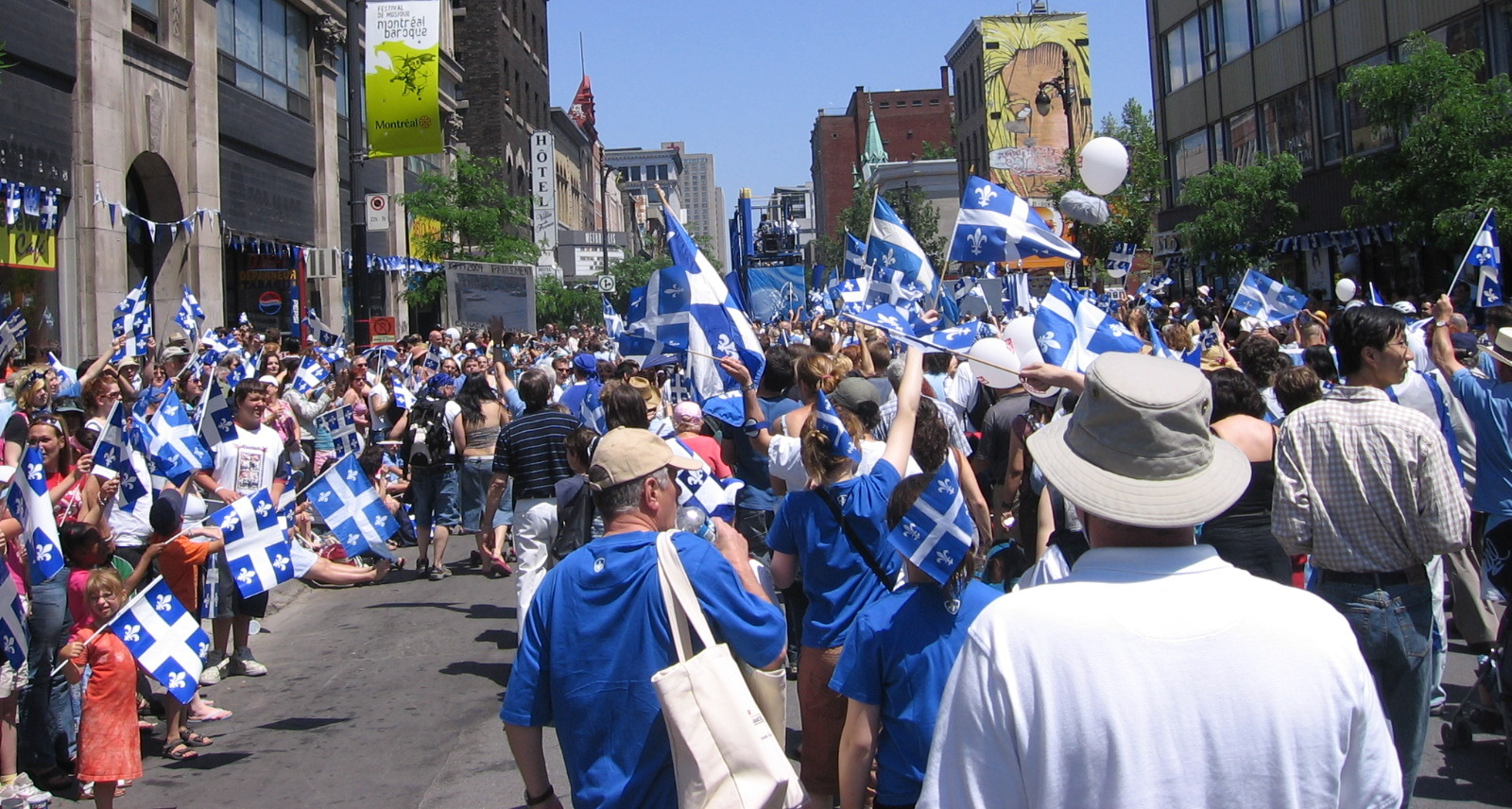
ケベック州モントリオールのパレード

キリスト教受容前のヨーロッパは、夏至の時期に祝祭が行われていた。そのMidsummer Day と、聖ヨハネの誕生日とが結びついたこの日は、夏のクリスマスとも呼ばれる。太陽が夏至で頂点に達した後、冬至に向けて日が短くなるため、この祭には、太陽に力を与えるたき火が付き物であり、また、その火によって今後を占ったり，火の周りを踊ったりして、健康と幸福を祈る。
このたき火のことをボーンファイアー（bonfire）という。その名がしめすように、かつては動物の骨（ボーン）を焼いた。また、「聖ヨハネの火」とも呼ばれる。他にも、この日は、聖ヨハネが陸上と水中それぞれで7人、計14人の生贄を求めるとされるため、水に入ってはいけないといわれる。
季節の区切りの日でもあるため、イギリスでは、四季支払日となっている。
スウェーデン、フィンランドでは移動祝日。イタリアのフィレンツェ、ジェノヴァ、トリノの各都市、エストニア、ラトビア、カナダのケベック州では法定休日となっている。イギリスのコーンウォール州ペンザンスは、ヨハネを守護聖人としているため、この日に一番近い金曜日から、10日間にわたる祭が始まる。フィレンツェでは、この日は古式フットボールが行われ、ブラジルではフェスタ・ジュニーナと呼ばれる収穫祭の日である。 ロシアのサンクトペテルブルクでは赤い帆祭りが行われる。聖ヨハネ祭の前夜には、魔女や精霊が現れるという言い伝えがあるが，その夜を舞台にしたシェークスピアの『真夏の夜の夢』も、やはりこのような伝説を背景としている。